# Villiers-les-Hauts
Villiers-les-Hauts là một xã của Pháp,tọa lạc ở tỉnh Yonne trong vùng Bourgogne của Pháp. Tên gọi có nguồn gốc La Mã: Villare in Altis hay Villare Altum.

## Hành chính
| Danh sách các thị trưởng               |           |                 |                 |         |
| Giai đoạn                              | Giai đoạn | Tên             | Đảng            | Tư cách |
| tháng 3 năm 2001                       |           | Jacques Bercier | không đảng phái |         |
| Tất cả các dữ liệu trước đây không rõ. |           |                 |                 |         |

## Biến động dân số
| 1962                                                 | 1968 | 1975 | 1982 | 1990 | 1999 |
| ---------------------------------------------------- | ---- | ---- | ---- | ---- | ---- |
| 168                                                  | 172  | 150  | 155  | 171  | 143  |
| Số liệu lấy từ năm 1962: Dân số không tính hai trùng |      |      |      |      |      |